# Тоні Шпіс
Тоні Шпіс  (нім. Toni Spiß, 8 квітня 1930) — австрійський гірськолижник, олімпійський медаліст.

## Виступи на Олімпіадах
| Олімпіада | Дисципліна         | Місце  |
| --------- | ------------------ | ------ |
| Осло 1952 | гігантський слалом | 3      |
| Осло 1952 | слалом             | участь |